# Estação Mairie d'Issy
Mairie d'Issy é uma estação da linha 12 do Metrô de Paris, localizada na comuna de Issy-les-Moulineaux. Ela tem a particularidade de combinar vários estilos de decoração: o estilo Nord-Sud, o estilo CMP e o estilo de Ouï-dire.

## História
A estação foi aberta em 24 de março de 1934, como extremidade da extensão da linha 12 além do terminal de Porte de Versailles, feita alguns anos após a absorção do original da empresa "Nord-Sud" (que pertence a linha foi designada pela letra "A") por sua empresa rival, a Compagnie du chemin de fer métropolitain de Paris (CMP). A estação tem, desde a sua colocação em funcionamento, o terminal do sudoeste da linha. A mudança da direção do movimento dos trens é feita por uma válvula de manobra.
Em meados da década de 1990, a estação foi parcialmente renovada no estilo "Ouï-dire". 
Em 2011, 4 194 027 passageiros entraram nesta estação. Ela viu entrar 4 322 511 passageiros em 2013, o que o classifica na 111ª posição das estações de metrô por sua frequência.

## Serviços aos Passageiros

### Acesso

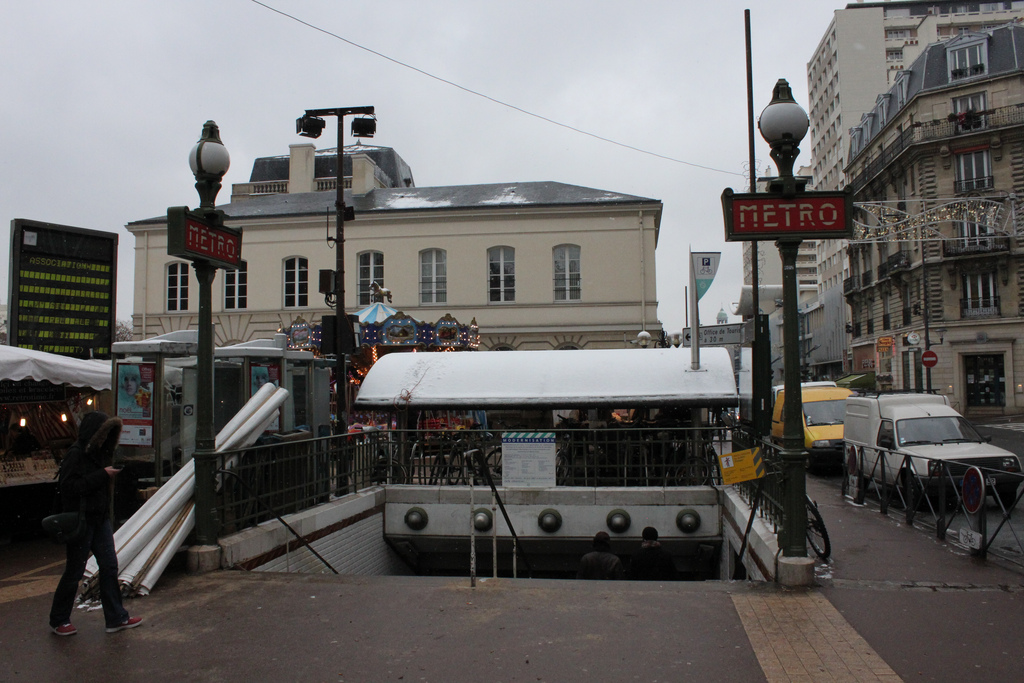
Acesso da estação.

Embora tenham sido abertos pelo CMP, durante a renovação dos corredores durante a década de 2000, os corredores da estação são carregados com frisos em cerâmica verde da Nord-Sud.

### Plataformas

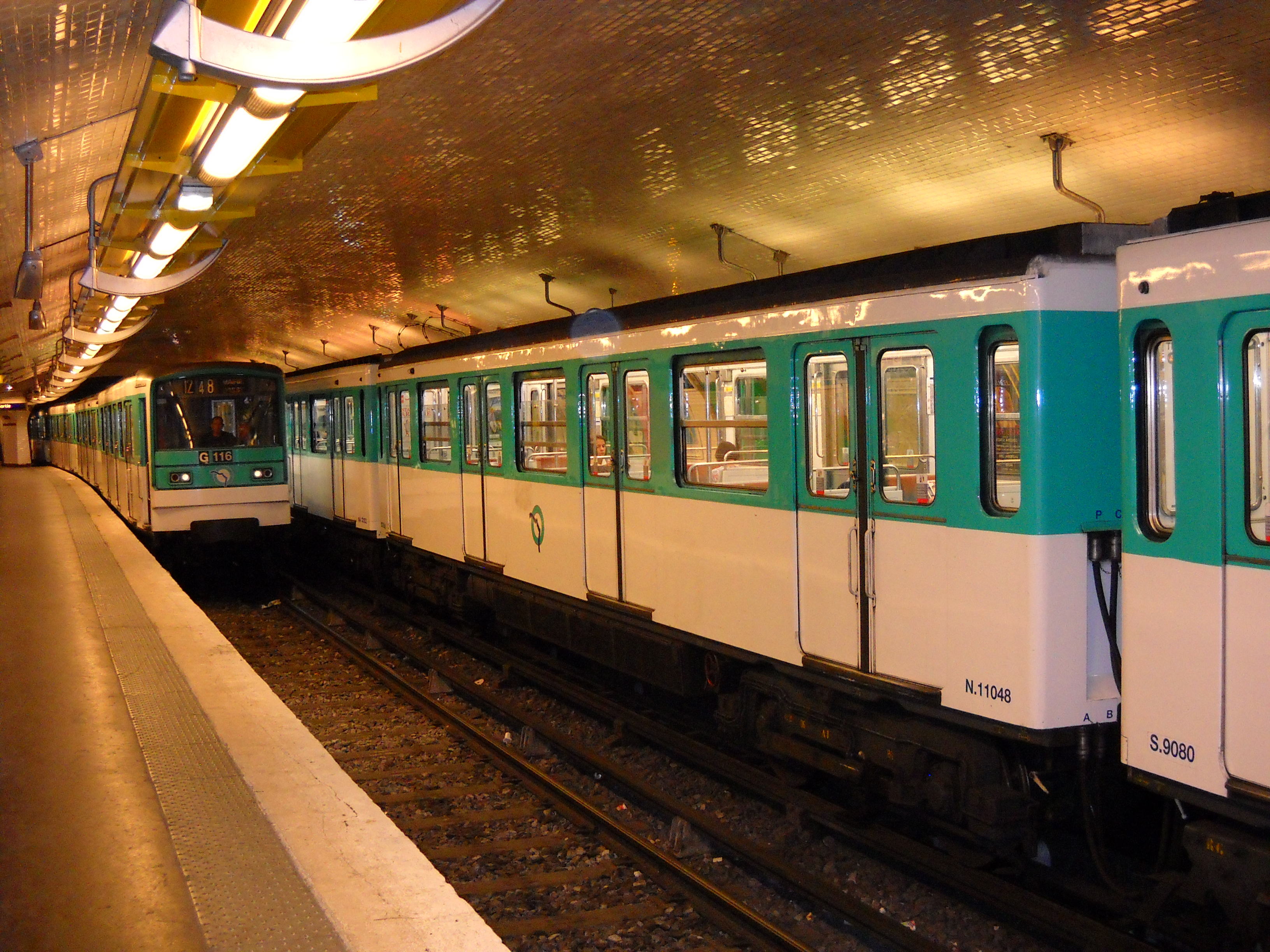
Dois trens na estação, em setembro de 2009.

Mairie d'Issy é uma estação de configuração padrão: ela tem duas plataformas laterais separadas por duas vias do metrô e a abóbada é elíptica. As plataformas são decoradas em um estilo particular que mistura o estilo original CMP da estação e o estilo Ouï-dire do fim da década de 1980. O estilo original é representado por telhas em cerâmica branca biseladas que cobrem os pés-direitos, a abóbada e o tímpano, os quadros publicidade que são em faiança de cor de mel e o nome da estação que também é em faiança. O estilo Ouï-dire é representado pela faixa de iluminação amarela e os bancos individuais de cor dourada e as barras de sentar-estar prateadas. Esse casamento do estilo Ouï-dire com o estilo original constitui um caso único na rede, as outras estações renovadas no estilo Ouï-dire têm todas recebido telhas planas, um nome em placas e quadros publicitários cilíndricos.

### Intermodalidade
No exterior, um terminal de ônibus, servido por várias linhas de ônibus, faz de Mairie d'Issy um local de transferência importante do sudoeste de Paris. Ela é servida pelas linhas 123, 169, 190, 290, 323 e o serviço urbano, TUVIM da rede de ônibus RATP e, à noite, pela linha N13 da rede Noctilien.

## Pontos turísticos
A estação de metrô está localizado nas imediações da prefeitura de Issy-les-Moulineaux, do Museu francês das cartas de jogar e de muitos comércios situados na avenue Victor-Cresson e na avenue de la République. 